# Santoña
Santoña (Saint-Ogne en français) est une ville portuaire espagnole, membre de la communauté autonome et région historique de Cantabrie, au nord du pays. Elle est délimitée par les communes de Noja à l’ouest et Laredo à l’est. Elle constitue l’embouchure de l’estuaire de l’Ason, située au pied du mont Buciero et bordée par une zone humide qui fait partie du Parque natural de las Marismas de Santoña, Victoria et Jovel.

## Histoire
Les premières traces de civilisation retrouvée à Santoña remontent à l’époque du Paléolithique. La ville est composée de trois forts, qui constituent un héritage de l’importance de Santoña comme place stratégique pour la défense militaire de la côte : Fort de San Martin, à la fin de la promenade du bord de mer ; le Fort de San Carlos, le plus proche de l’embouchure de la baie ; et le Fort del Mazo ou « de Napoléon », placé sur le mont Buciero et qui offre une vue magnifique de toute la zone.

## Culture
Les deux évènements majeurs de Santoña sont le carnaval, qui se déroule pour un mois entre janvier et février. Cette manifestation culturelle est composée de différentes animations qui s’échelonnent sur tout le mois : le concours de las Murgas, sorte de théâtre musical populaire, les défilés des enfants et des adultes, ainsi que des bals populaires
Enfin sont les fêtes patronales de la Virgen del Puerto, qui se déroulent au début de septembre et qui sont l’occasion de nombreuses processions en mer ou sur terre et de nombreux bals et festivités.

## Gastronomie
À Santoña, l’anchois règne en maître. Avec plus de cinquante conserveries, la ville a acquis une renommée internationale en ce qui concerne ces petits poissons. Il est d’ailleurs facile de s’en fournir au lieu même de leur conditionnement, à la sortie des conserveries. L’anchois de Santoña peut se retrouver aussi bien dans le reste de l'Espagne que dans le monde entier avec une grande quantité exportée à travers le globe. On le retrouve dans tous les bars et restaurants de la région. Qu'il soit dégusté en apéritif ou en entrée avec une salade composée, l’anchois s’accommode facilement à bien des repas.

## Lieux d'intérêts
- Le phare « del Carballo », auquel on accède par un sentier après une descente de plus de 700 marches à flanc de falaise.
- Le phare « Del Pescador », qui accueille une exposition sur les lithographies d'Eduardo Sanz.
- L'église Santa Maria del Puerto, de style roman et gothique.
- Le mirador de « LAS MARISMAS », point d'information sur le Parque natural de las Marismas de Santoña, Victoria et Joyel.
- Le monument à la vierge « DEL PUERTO », située sur la pointe de San Carlos, qui représente la sainte patronne de Santoña.
- La Plaza de Toros, située dans la zone du port de Santoña.
- Le Paseo maritimo, promenade en bord de mer.

## Économie
L’économie repose essentiellement sur les industries de transformation des produits de la mer et les entreprises de conserverie. Le tourisme est aussi une activité économique importante pour la ville, particulièrement pendant la période estivale, lorsque les visiteurs viennent profiter des plages.

## Politique

### Liste des maires
- Puerto Gallego de 2001 à 2011
- Milagros Rozadilla Arriola de 2011 à 2015
- Sergio Abascal Azofra depuis 2015

## Personnages
- Juan de la Cosa, cartographe et explorateur espagnol.
- Luis Carrero Blanco, homme d'Etat et amiral

## Jumelages
Santoña est jumelée avec la ville française de Lons (Pyrénées-Atlantiques) et la ville espagnole de Palos de la Frontera (Province de Huelva).